# تاريخ حسين شاه
كتاب تاريخ حسين شاه بادشاه دكان هو مخطوطة مصورة من القرن السادس عشر جُمعت في سلطنة أحمد نجار.
وقد كُتبَت في مدح الملك حسين نظام شاه وزوجته الملكة خونزا همايون [الإنجليزية]. إن انتصار السلطان في معركة تاليكوتا [الإنجليزية] يشكل سمة بارزة في النص والرسوم التوضيحية. يقع المخطوط اليوم في بهارات إيثاس سانشوداك ماندال [الإنجليزية].

## التاريخ
يرجع تاريخه إلى منتصف القرن السادس عشر. وأشارت ستيلا كرامريش [الإنجليزية] إلى أن المخطوطة ربما لم تكن بتكليف ملكي، بالنظر إلى النمط الأصلي للوحات. ومع ذلك، يتفق العلماء المعاصرون، بما في ذلك بوشكار سوهوني [الإنجليزية] ومارك زيبروفسكي، على أنه جُمع برعاية ملكية.
هناك خلاف بين العلماء حول ما إذا كانت المخطوطة قد اكتملت بحلول وقت وفاة حسين نظام شاه. يشير زيبروفسكي إلى أنه نظرًا لعدم ذكر وفاته، فلا بد أن يكون ذلك قد تم بين النصر في فيجاياناجارا، في أوائل عام 1565 ووفاة حسين شاه، في وقت لاحق من نفس العام. ومع ذلك، فإن حقيقة أن خونزا همايون [الإنجليزية] تظهر بشكل بارز في كل من النص والرسوم التوضيحية تشير إلى أنه ربما تم الانتهاء منها أثناء فترة وصايتها.

## النص
ينتمي النص إلى النوع المثنوي.

## اللوحات الفنية

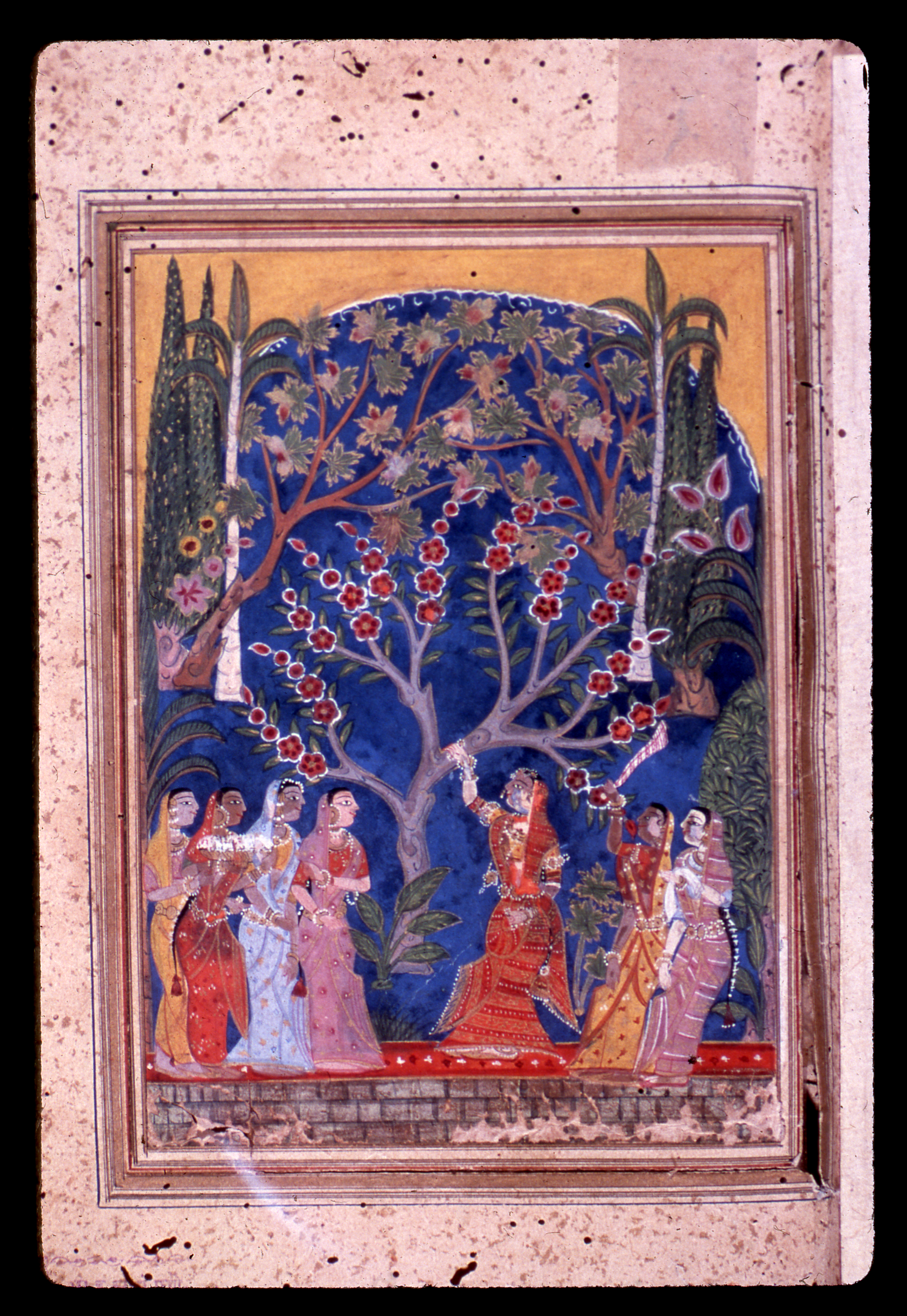
الصفحة 29أ تصور موضوع الدوهادا.

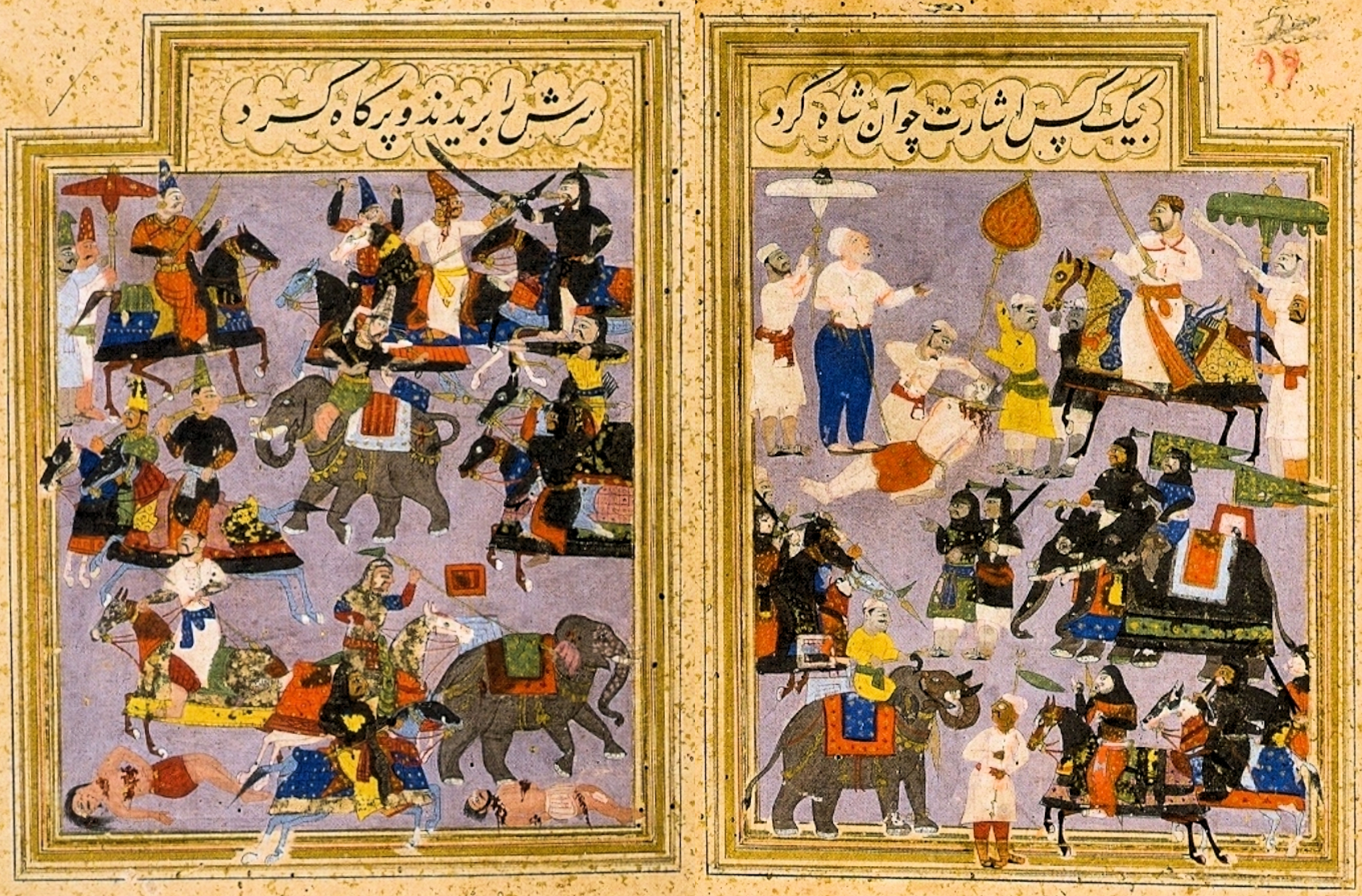
معركة تاليكوتا

كان الكتاب يحتوي في الأصل على أربعة عشر رسمًا توضيحيًا، بقي منها 12 رسمًا فقط. جميع اللوحات ذات شكل عمودي، ويتراوح حجمها من 18×12 سم إلى 18×15 سم. اللوحات ليس لها علاقة كبيرة بالنص.
تتضمن خمس لوحات تصور الحياة في البلاط الملكي، بينما تتضمن ست لوحات أخرى تصوير الحملة ضد فيجاياناجارا. وهكذا، فإن إحدى عشرة لوحة من اللوحات الاثنتي عشرة تصور "رازم وبازم" (الولائم والقتال)، وهو ما يظهر عادة في الفن الفارسي.
الصفحات 20ب، 21ب، 26ب، 36أ، و40ب تصور حياة البلاط. وفي هذه اللوحات، ظهرت الملكة خونزا همايون [الإنجليزية] في أوضاع هندية، مثل الجلوس في حضن زوجها. كانت مثل هذه الوضعيات شائعة في تصوير الآلهة الهندوسية. كانت هذه اللوحات غير تقليدية بالنسبة لعمل تم تكليفه لبلاط مملكة إسلامية. وقد تم كشط صور الملكة، ربما في عهد ابنها مرتضى الأول.
تُظهر الصفحة 29أ موضوع الدوهادا، حيث تزدهر الشجرة عند لمسها من امرأة شابة. إن الفتاة هنا هي الملكة خونزا همايون، واللوحة ترمز إلى ازدهار المملكة في عهدها. ومع ذلك، لم يتم كشط صورتها. تحيط بها ست نساء، جميعهن يرتدين الساري.
الصفحات 34ب، 43ب، 44أ، 45ب، 46ب و47أ تصور الحملة ضد فيجاياناجارا. يظهر حسين شاه في خمس من هذه اللوحات.

## فهرس
- Sohoni، Pushkar (2018). The Architecture of a Deccan Sultanate: Courtly Practice and Royal Authority in Late Medieval India. I. B. Tauris & Co. Ltd.
- Zebrowski، Mark (1983). Deccani painting. Roli Books International, New Delhi.